# Antenna televisiva

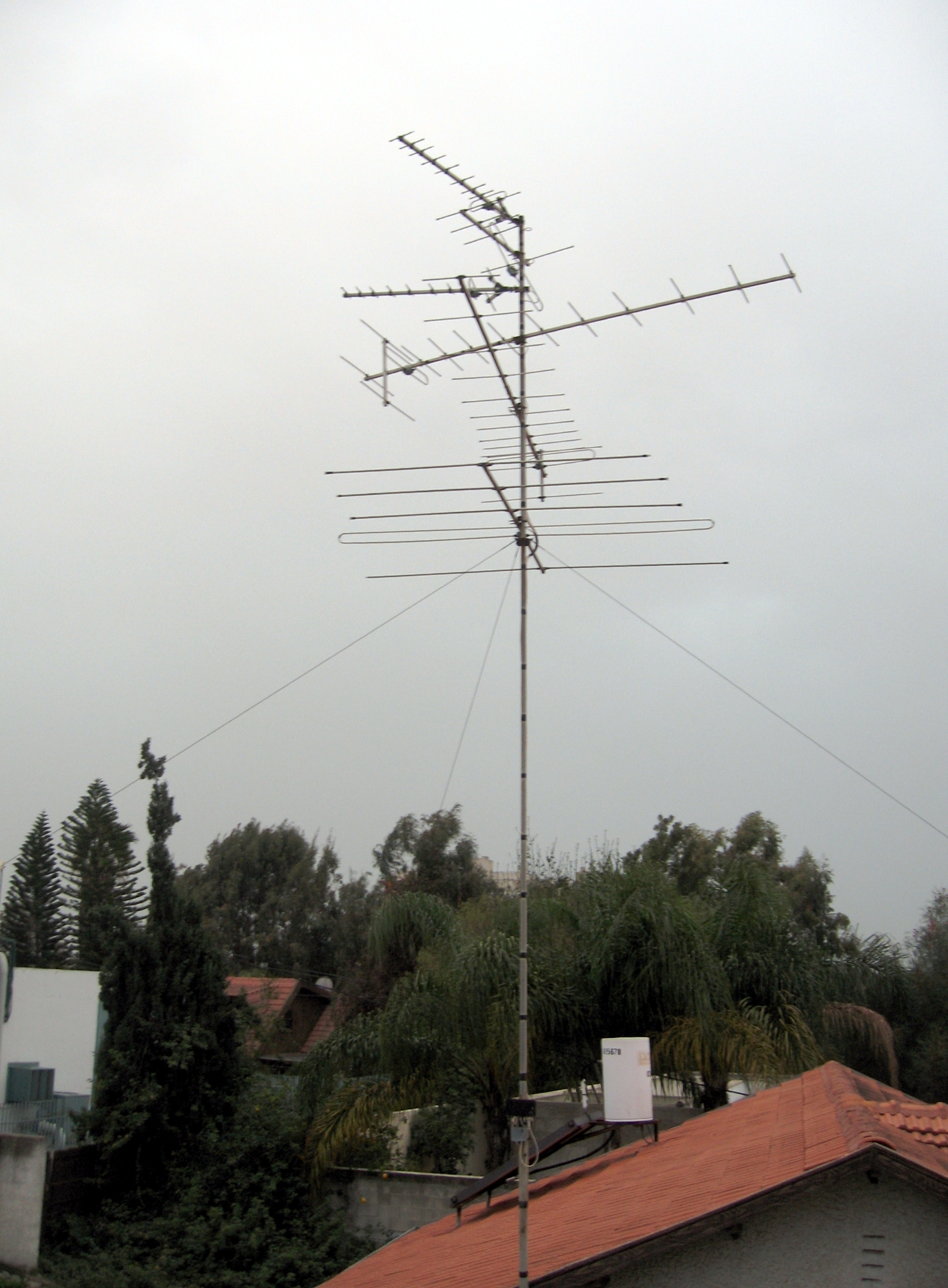
L'antenna TV sul tetto è in realtà una combinazione di antenne montate su un palo

Una antenna televisiva o antenna TV è un particolare tipo di antenna utilizzata nelle telecomunicazioni e specializzata nella ricezione del segnale radio della televisione terrestre, analogica o digitale che sia, emesso dalle stazioni emittenti di telediffusione.
In Europa questi segnali sono segnali a radiofrequenza compresi nella banda 50 - 850 megahertz, ossia le frequenze nella gamma tra Very high frequency (VHF) e Ultra high frequency (UHF). Per coprire questa vasta ampiezza di banda le antenne televisive sono antenne a larga banda composte da più conduttori di lunghezza diversa, corrispondenti alle specifiche frequenze da captare. In generale gli elementi dell'antenna devono essere lunghi la metà della lunghezza d'onda del segnale che devono ricevere (antenna a dipolo). L'avvento della televisione digitale non comporta cambiamenti per l'antenna di ricezione.

## Caratteristiche
Le caratteristiche principali di una antenna TV sono:
- Tipologia (interno, esterno, tecnologia e disposizione degli elementi)
- Direttività;
- Banda passante (MHz) e canali
- Guadagno: (dB)
- Impedenza: (ohm)
- Dimensioni fisiche
- numero di elementi

## Antenne piccole per interni

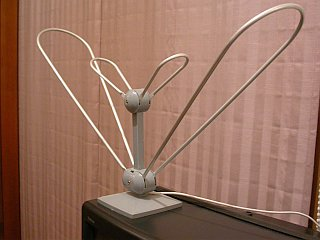
Piccola antenna (a orecchie di coniglio)

Spesso per gli interni si usa una semplice antenna a dipolo, e qualche antenna a spira per la banda UHF, montate su un basamento progettato per appoggiarsi sul televisore stesso o nelle immediate vicinanze.
La qualità del segnale prodotto non è molto alta sia per problemi di direzionalità che di lunghezza dell'antenna rispetto alla frequenza del segnale. Sono comunque sufficienti a captare un segnale abbastanza forte, nelle vicinanze del trasmettitore, come può capitare nei grossi centri urbani.
Anche le "chiavette TV", ossia i decodificatori con connessione USB dedicate alla ricezione su computer di casa possono essere dotate di una piccola antenna che può captare i segnali più forti.
I materiali di costruzione delle pareti, o comunque degli ostacoli sul percorso delle onde, determinano significativamente l'attenuazione del segnale.

## Antenne da esterno

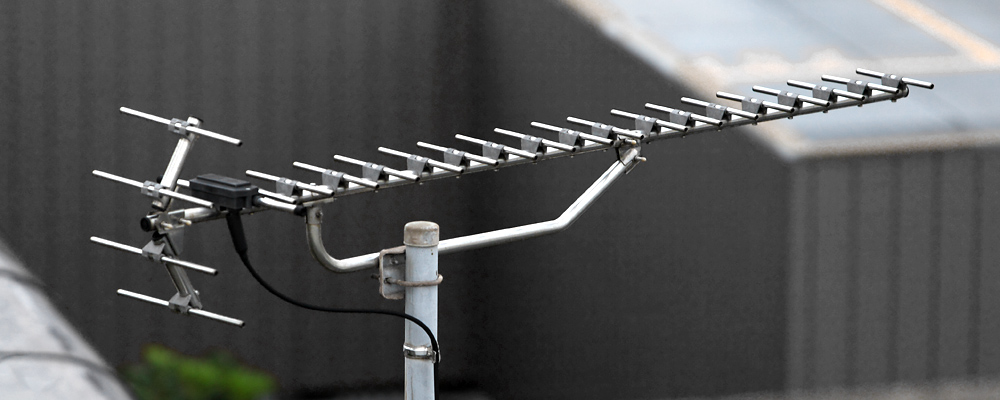
Dettaglio di una antenna UHF

Un'antenna da esterno è costituita da una serie di elementi conduttivi disposti in maniera da privilegiare una direzione di ricezione aumentandone così il guadagno in quella direzione (antenna direzionale), necessitando quindi di un accurato ed efficace puntamento verso la stazione di telediffusione. Ogni elemento è lungo all'incirca la metà della lunghezza d'onda del segnale da ricevere. A ogni elemento quindi corrisponde una certa frequenza: quelli più lunghi corrisponderanno alle frequenze più basse (VHF), via via accorciandosi man mano che ci sposta nella gamma UHF.
Spesso gli elementi sono disposti in parallelo in ordine di lunghezza, con i più lunghi verso "dietro" e i più corti verso "avanti". L'antenna funziona al meglio quando "punta" verso la sorgente del segnale (la stazione emittente radiotelevisiva) cioè è dotata di direttività. Questo tipo di antenna è detto Yagi. Nelle antenne Yagi lo spessore degli elementi è direttamente proporzionale alla banda passante, per cui vengono realizzate con il minor diametro compatibile con le prestazioni meccaniche richieste (rigidità, durata e resistenza alle intemperie).
Nelle antenne Yagi il maggior numero di elementi incrementa la direttività, mentre la loro lunghezza dipende dalla lunghezza d'onda del segnale da ricevere (circa metà lunghezza d'onda).

### Installazione e posizionamento
Anche l'altezza a cui sono posizionate incide sulla quantità di segnale ricevuto. Un'antenna su un tetto è generalmente vincolata a un palo in modo da alzare l'antenna un metro o due dalla base di appoggio. Nel caso in cui il tetto fosse sovrastato da edifici molto più alti o l'edificio si trovi in una vallata profonda, potrebbe essere necessario portare l'antenna su una torretta o su una struttura molto più alta per poter ricevere il segnale.
Non sempre è possibile collocare l'antenna nella posizione ideale per la ricezione: possono esservi vincoli urbanistici o paesaggistici o semplicemente difficoltà strutturali che impediscono la realizzazione di un impianto ottimale.
Una soluzione interessante per i centri abitati è la possibilità di installare antenne radiotelevisive centralizzate, evitando così il proliferare di centinaia di antenne sui palazzi, e riducendo i costi di manutenzione.

### Antenne multiple
Solitamente sul tetto si installa non una antenna singola, ma una combinazione di tre o quattro antenne, ognuna dedicata a una gamma di frequenze specifica.
Esistono anche antenne combo che ricevono sia la banda VHF 3° (174-230 MHz) e UHF 4° e 5° (470-862 MHz).
Le antenne vengono montate su un palo adatto per l'antenna che deve avere delle caratteristiche meccaniche proporzionate all'utilizzo (lunghezza del palo, peso e posizionamento delle antenne), tenuto conto delle condizioni atmosferiche più avverse (es. vento a 120 km/ora). Le caratteristiche sono riassunte nei parametri: lunghezza, movimento resistente (resistenza al carico statico), e momento flettente (resistenza alla flessione).
Le antenne devono essere distanziate orizzontalmente e verticalmente in modo da non interferire l'una con l'altra.
In verticale è necessario posizionarle a una distanza maggiore della metà della lunghezza d'onda della frequenza più bassa (delta = lambda /2). A esempio, un'antenna che capta un segnale che viaggia a 54 MHz dovrà essere posizionato a una distanza di 2,25m (5,5 m / 2).
Da ogni antenna, un cavo coassiale porta il segnale ai dispositivi elettrici che gestiscono la combinazione dei segnali. La lunghezza di questo cavo deve essere calcolata in modo da non disturbare il segnale.
Sono possibili molte soluzioni diverse di combinazione di antenne e segnali, in funzione della qualità del segnale in arrivo, del numero di antenne e pali da combinare, il numero di utenti finali. Per portare i segnali su un unico cavo finale per ogni destinatario è necessario utilizzare dell'elettronica: miscelatori, demiscelatori, filtri e amplificatori.
A esempio, un miscelatore da palo è una cassettina che permette di convogliare i segnali di più antenne in un cavo unico di uscita, limitando le interferenze fra segnale e segnale.